# Liberty Lake
Liberty Lake é uma Região censo-designada localizada no estado norte-americano de Washington, no Condado de Spokane.

## Demografia
Segundo o censo norte-americano de 2000, a sua população era de 4660 habitantes.

## Geografia
De acordo com o United States Census Bureau tem uma área de
13,9 km², dos quais 11,1 km² cobertos por terra e 2,8 km² cobertos por água. Liberty Lake localiza-se a aproximadamente 632 m acima do nível do mar.

## Localidades na vizinhança
O diagrama seguinte representa as localidades num raio de 12 km ao redor de Liberty Lake.